# Agravis-Cup (Münster)
Der Agravis-Cup ist ein großes nationales Reitturnier, das jedes Jahr im Januar in der Halle Münsterland in Münster stattfindet.

## Allgemeines
Veranstaltet wird der Agravis-Cup durch den Reiterverband Münster e. V.
Im Jahr 2012 wurde nach Veranstalterangaben die 131. Auflage dieses Turniers begangen. Das Turnier findet jeweils Anfang Januar statt. Die Prüfungen werden in der Haupthalle der Halle Münsterland (Springprüfungen, einzelne Dressurprüfungen) sowie in der angrenzenden Messehalle Nord (Dressurprüfungen) durchgeführt.
Das zweite wichtige Reitturnier in Münster ist das in den Sommermonaten ausgetragene Turnier der Sieger.

## Geschichte
Im Rahmen der Eröffnung der Halle Münsterland am 17. und 18. April 1926 fand hier das erste kleinere Turnier des Kreisreiterverbandes Münster statt. Im Januar des Folgejahres fand das erste größere Turnier in der Halle Münsterland statt. Nach dem Zweiten Weltkrieg fand das Turnier erstmals wieder 1949 in der ausverkauften Halle Münsterland statt. In dieser Zeit fanden zwei Turniere pro Jahr in der Halle Münsterland statt, da das bisher in der Westfalenhalle Dortmund ausgetragene Turnier dort aufgrund der Kriegszerstörung nicht stattfinden konnte.
Nachdem das Turnier mit einer Vielzahl von Prüfungen zunächst als Kreisturnier ausgetragen wurde, kamen in den 1950er Jahren auch Prüfungen der schweren Klasse hinzu. Der Große Preis der Springreiter wird seit 1954 ausgetragen.
Beginnend mit dem Jahr 1963 wurde erneut ein zweites Turnier im März ausgetragen: Aufgrund des großen Starterfelder beim Januar-Turnier wurden die Jugendprüfungen abgespalten. Im Rahmen dieses Jugendturniers wurde jeweils die Sieger der Goldenen Schärpe der Ponyreiter ermittelt.
Von 1990 bis 2007 trug das Turnier den Namen Rolinck Cup, benannt nach dem Hauptsponsor, der Privatbrauerei A. Rolinck aus Steinfurt. Von 2008 bis zum letzten Turnier vor der COVID-19-Pandemie, 2020, trug das Turnier nach dem Wechsel des Hauptsponsorings zu K+K Klaas & Kock den Namen K+K Cup.

## Programm
Der erste Turniertag ist jeweils der Mittwoch: Hier findet am Nachmittag eine Qualifikationsprüfung für regionale Springreiter zur Teilnahme am weiteren Turnier statt (Springprüfung der Klasse S*). Am Abend wird dann eine Hengstgala durchgeführt.
Der Donnerstag ist in Dressur und Springen den regionalen Prüfungen bis zur Klasse M vorbehalten. Am Freitag finden Dressurprüfungen bis zur Klasse S* sowie die ersten großen Springprüfungen bis zur Klasse S*** statt. Am Freitagabend werden
Hindernisfahrprüfungen mit Geländehindernissen für Zweispänner und Pony-Vierspänner in der Halle Münsterland durchgeführt.
Das Programm am Samstag umfasst unter anderem einen Grand Prix de Dressage (Dressurprüfung der Klasse S****) und das Championat von Münster. Zudem findet die letzte Prüfung des traditionellen, 2011 zum 75. Mal ausgetragenen Wettkampf um die Wanderstandarte der Stadt Münster („Karl-Gessmann-Gedächtnispreis“) statt. Den Tagesabschluss in der Halle Münsterland bildet eine Mächtigkeitsspringprüfung.
Der Sonntag ist der Finaltag des Turniers. Der Tag beginnt mit dem Grand Prix Spécial. Nachmittags finden die Grand Prix Kür und der Große Preis statt.

## Medien
Bis zum Jahr 2010 übertrug das WDR Fernsehen das Championat von Münster und den Großen Preis live sowie Ausschnitte des Grand Prix Spécial als Aufzeichnung. Seit dem Jahr 2011 wird vom Turnier auf Sport1 berichtet. Zudem überträgt der deutsche IPTV-Sender ClipMyHorse alle Prüfungen aus der Halle Münsterland live, 2017 wurde erstmals auch die Prüfungen aus der Messehalle Nord gestreamt.
Zudem sind die Westfälische Nachrichten Medienpartner des Turniers im Printbereich.

## Die wichtigsten Prüfungen

### Championat von Münster
Das Championat von Münster ist als Hauptprüfung des Samstags die zweitwichtigste Springprüfung des Turniers. Diese zweite Qualifikation zum Großen Preis ist als Springprüfung Springprüfung mit Stechen der Klasse S*** ausgeschrieben. Die Hindernishöhe beträgt bis zu 1,50 Meter, die Dotation umfasste im Jahr 2012 20.000 €.
Sieger:
| - 2006: Franz-Josef Dahlmann mit Calanda - 2007: Heiko Schmidt mit Lagano - 2008: Christian Ahlmann mit Perry Lee - 2009: Ludger Beerbaum mit Goldfever - 2010: Christian Ahlmann mit Perry Lee - 2011: Gert-Jan Bruggink mit Andrea - 2012: Tim Rieskamp-Goedeking mit Corvin - 2013: Patrick Stühlmeyer mit Lord Lohengrin - 2014: Mario Stevens mit Luis - 2015: Jörg Oppermann mit Che Guevara |  |  | - 2016: Holger Wulschner mit Csarano D'Argilla Z - 2017: Jörg Oppermann mit Che Guevara - 2018: Toni Haßmann mit Channing L - 2019: Katrin Eckermann mit Caleya - 2020: Andres Vereecke mit Igor van de Wittemoere - 2023: Tim Rieskamp-Goedeking mit Coldplay |

### Grand Prix Spécial
Am Sonntagmorgen wird die Hauptprüfung der Dressurreiter, der Grand Prix Spécial, ausgetragen. Diese Dressurprüfung der Klasse S**** ist eine Wertungsprüfung der Meggle Champions, einer deutschlandweit ausgetragenen Turnierserie im Dressurreiten. Die Prüfung war im Jahr 2017 mit 7500 € dotiert.
Sieger:
| - 2006: Susanne Lebek mit Beluga (73,080 %) - 2007: Nadine Capellmann mit Elvis VA (75,360 %) - 2008: Isabell Werth mit Apache OLD (73,720 %) - 2009: Nadine Capellmann mit Elvis VA (74,542 %) - 2010: Hubertus Schmidt mit Donnelly (74,333 %) - 2011: Vicky Smits-Vanderhasselt mit Daianira van de Helle (73,500 %) - 2012: Isabell Werth mit Don Johnson (73,854 %) - 2013: Nadine Capellmann mit Girasol (75,958 %) - 2014: Uta Gräf mit Dandelion (76,020 %) - 2015: Isabell Werth mit Don Johnson (79,216 %) |  |  | - 2016: Anabel Balkenhol mit Dablino FRH (74,941 %) - 2017: Dorothee Schneider mit Sammy Davis jr. (77,627 %) - 2018: Helen Langehanenberg mit Damsey FRH (79,745 %) - 2019: Malin Wahlkamp-Nilsson mit Eddieni (74,196 %) - 2020: Dorothee Schneider mit Faustus (78,137 %) - 2023: Emma Kanerva mit Feldrose FRH (73,177 %) |

### Grand Prix Kür
In der Messehalle Nord wird am frühen Sonntagnachmittag die Grand Prix Kür durchgeführt. Diese Dressurprüfung der Klasse S*** war im Jahr 2012 mit 3000 € dotiert.
Sieger:
| - 2006: Matthias Alexander Rath mit Renoir-UNICEF (76,53 %) - 2007: Hubertus Schmidt mit Forest Gump NRW (77,50 %) - 2008: Anna-Katharina Lüttgen mit Duvalier (73,850 %) - 2009: Patrik Kittel mit Scandic (76,100 %) - 2010: Emma Kanerva mit Sini Spirit (75,400 %) - 2011: Patrik Kittel mit Toy Story (74,100 %) - 2012: Patrik Kittel mit Silvano (79,650 %) - 2013: Ingrid Klimke mit Dresden Mann (78,050 %) - 2014: Patrik Kittel mit Wladimir O.A. (75,025 %) - 2015: Ingrid Klimke mit Dresden Mann (78,310 %) |  |  | - 2016: Juliane Brunkhorst mit Sieger Hit (76,210 %) - 2017: Kathleen Keller mit Desperados (72,390 %) - 2018: Marcus Hermes mit Rovereto (74,490 %) - 2019: Anna-Christina Abbelen mit Henny Hennessy (74,880 %) - 2020: Dorothee Schneider mit Rock'n Rose (80,450 %) - 2023: Andrea Timpe mit Don Darwin (77,200 %) |

### Großer Preis von Münster
Der Große Preis von Münster ist die höchstdotierte Prüfung des K+K Cups. Die Prüfung wird Sonntagnachmittags ausgetragen und ist eine Qualifikationsprüfung zum Masters League-Finale. Es handelt sich hierbei um eine nationale Springprüfung mit Stechen der Klasse S****, die Hindernishöhe beträgt bis zu 1,55 Meter. Das Preisgeld betrug im Jahr 2017 40.000 €.
Sieger:
| - 2006: Karl Brocks mit Diabolo d'ysieux - 2007: Ludger Beerbaum mit Gladdys S - 2008: Ludger Beerbaum mit Enorm - 2009: Rene Tebbel mit Leviens des Cabanes - 2010: Sebastian Karshüning mit Lucy - 2011: Hans-Thorben Rüder mit Orlanda - 2012: Thomas Voß mit Carinjo - 2013: Philipp Weishaupt mit Souvenir - 2014: Katrin Eckermann mit Firth of Lorne - 2015: Toni Haßmann mit Classic Man V |  |  | - 2016: Jörg Oppermann mit Che Guevara - 2017: Jens Baackmann mit Carmen - 2018: Maurice Tebbel mit Don Diarado - 2019: Katrin Eckermann mit Caleya - 2020: Andres Vereecke mit Igor van de Wittemoere - 2023: Marie Ligges mit Corcovado L |

## Auszeichnungen
Das Turnier wird regelmäßig von mehr als 20.000 Zuschauern besucht. Im Jahr 2014 wurden an den fünf Veranstaltungstagen insgesamt 33.000 Zuschauer gezählt. Zwischen 1926 und 2014 wurden mehr als eine Million Besucher gezählt, wofür der Veranstalter durch die Betreiber der Halle Münsterland mit einem Stern auf ihrem „Star Walk“ ausgezeichnet wurde.